# Gang Dong-won
Gang Dong-won (* 18. Januar 1981 in Busan) ist ein südkoreanischer Schauspieler.

## Leben
Gang studierte Technologische Ingenieurwissenschaften an der Hanyang University. 2000 wurde er auf der Straße von einem Model-Agenten entdeckt. Nach der Arbeit als Model begann er seine Schauspielkarriere in zwei TV-Serien, und im Jahr 2004 drehte er seinen ersten Film, die romantische Komödie Too Beautiful Lie.
2010 spielte er Gang in dem Film Haunters einen jungen mit übernatürlichen Fähigkeiten, der zahlreiche Menschen tötet als jemand seinen Diebstählen auf die schliche kommt.
2015 spielte er an der Seite von Kim Yoon-seok die Hauptrolle in dem Exorzismus-Film The Priests. Darin verkörpert er einen Studenten der Katholischen Universität in Seoul, der als einziger geeignet zu sein scheint, um Priester Kim beim Exorzismus eines jungen Mädchens zu helfen. Kim und Gang traten bereits in War of the Wizards (2009) gemeinsam auf, dort jedoch als Gegenspieler.
Am 18. Januar 2016 hat er einen Vertrag bei YG Entertainment unterzeichnet.

## Filmografie (Auswahl)
- 2003: Wi-poong-dang-dang Geu-nyeo
- 2003: 1% eo-ddeon keot
- 2004: Geunyeoreul midji maseyo
- 2004: Neukdaeui yuhok
- 2005: Duelist
- 2006: Urideul-ui haengbok-han shigan
- 2007: Geu nom moksori
- 2007: M
- 2009: War of the Wizards
- 2010: Secret Reunion
- 2010: Kamelia
- 2010: Haunters
- 2013: The X (Kurzfilm)
- 2014: Kundo – Pakt der Gesetzlosen
- 2014: My Brilliant Life
- 2015: The Priests
- 2016: A Violent Prosecutor
- 2016: Vanishing Time: A Boy Who Returned
- 2016: Master
- 2017: 1987
- 2018: Golden Slumber
- 2018: Illang: The Wolf Brigade
- 2020: Peninsula
- 2022: Broker
- 2024: Uprising
- 2025: Tempest